# 月行事
月行事（日语：／）是中世纪和早期现代时期在日本城市、座（行业组织）、仲间（商人或工匠的同业组织）等共同体中设立的一种干事职务，其名称来源于按月轮流担任的制度。相比之下，若是按年轮流，则称为“年行事”。  
在室町时代后期的山城国一揆中，已知存在这一职务（《大乘院寺社杂事记》文明十八年五月九日条）。进入战国时代后，京都、堺、坚田、山田等城市的町众自治组织中，也出现了通过月行事来选定负责人。到了江户时代，城市的管理逐渐由领主任命的町名主、町年寄负责，月行事的地位下降，成为辅助性职务。然而，在江户的一些地区，由于未设町名主、町年寄，月行事则代行其职务。